# Kéfera Buchmann
Kéfera Buchmann (Curitiba, 25 de enero de 1993) es una actriz, escritora y youtuber brasileña.

## Biografía
Kéfera nació en una familia católica y creció en Curitiba, donde concluyó su enseñanza primaria y secundaria. Es hija de Oidovi Johnson y Zeiva (Zeivanez) Buchmann. 
Estudió teatro durante cinco años. Su nombre, "Kéfera", es de origen egipcio y significa "primer rayo de sol de la mañana". En el colegio fue devota de San Antonio de Lisboa. Habla de manera fluida el inglés y ha trabajado como profesora de lengua inglesa. Kéfera sufrió bullying de joven.

## Filmografía

### Cine
| Año  | Título             | Personaje                   |
| ---- | ------------------ | --------------------------- |
| 2014 | Big Hero 6         | GoGo Tomago (voz brasileña) |
| 2014 | A Noite da Virada  | participación               |
| 2016 | É Fada!            | Geraldine                   |
| 2016 | O Amor de Catarina | Catarina                    |
| 2017 | Gosto se Discute   | Cristina                    |
| 2018 | De Novo, Não!      | Camilla Mendes              |

### Televisión
| Año  | Título          | Personaje | Canal de televisión |
| ---- | --------------- | --------- | ------------------- |
| 2018 | Espelho Da Vida | Mariane   | Rede Globo          |

## Premios y nominaciones
| Año  | Ceremonia              | Resultado | Premios                         |
| ---- | ---------------------- | --------- | ------------------------------- |
| 2015 | Prémio Geração Glamour | Ganadora  | YouTuber del año                |
| 2015 | Meus Prêmios Nick      | Ganadora  | Favorito YouTuber Mujer         |
| 2017 | Kids' Choice Awards    | Nominada  | Personalidad brasileña favorita |
| 2017 | Premios BreakTudo      | Ganadora  | Mejor Youtuber Mujer            |